# Cvetka Zalokar Oražem
Cvetka Zalokar Oražem, slovenska političarka, poslanka in književnica, * 15. april 1960, Domžale.

## Življenjepis
Cvetka Zalokar Oražem se je po diplomi na ljubljanski filozofski fakulteti zaposlila na SZDL, kasneje pa postala ravnateljica Knjižnice Domžale. Delovala je v več političnih strankah in bila županja Domžal.
Kot članica stranke Liberalne demokracije Slovenije, je bila leta 2004 izvoljena v Državni zbor Republike Slovenije; v tem mandatu je bila članica naslednjih delovnih teles:
- Odbor za lokalno samoupravo in regionalni razvoj (podpredsednica),
- Odbor za zdravstvo in
- Mandatno-volilna komisija.